# Tan Hong Djien
Tan Hong Djien (12 gennaio 1916 – ...) è stato un calciatore indonesiano, di ruolo attaccante.

## Carriera
Prese parte con la Nazionale delle Indie Orientali Olandesi ai Mondiali del 1938.